# Emily Hegarty
Emily Hegarty, née le 3 août 1998 à Skibbereen, est une rameuse irlandaise, médaillée de bronze en quatre sans barreur féminin aux Jeux olympiques de 2020.

## Carrière
Emily Hegarty est médaillée d'argent du quatre sans barreur aux Championnats d'Europe d'aviron 2021 à Varèse.
Aux Jeux olympiques d'été de 2020, elle fait partie de l'embarcation irlandaise en quatre sans barreur qui remporte la médaille de bronze. Elle est la plus jeune membre de l'équipage.

## Palmarès

### Jeux olympiques
- 2021 à Tokyo,  Japon
  -  Médaille de bronze en quatre sans barreur

### Championnats d'Europe
- 2021 à Varèse,  Italie
  -  Médaille d'argent en quatre sans barreur

## Vie privée
Elle étudie la biologie à l'University College Cork.